# Conioselinum tenuissimum
Conioselinum tenuissimum là một loài thực vật có hoa trong họ Hoa tán. Loài này được (Nakai) Pimenov & Kljuykov mô tả khoa học đầu tiên năm 2003.